# Kommunala palatset, Pula
Kommunala palatset (kroatiska: Komunalna palača, italienska: Il Palazzo municipale) är en kulturmärkt palats och stadshus i Pula i Kroatien. Det uppfördes i slutet av 1200-talet och stod färdigt år 1296. Palatset står bredvid Augustus tempel vid Forums norra sida och rymmer Pulas stadsstyrelse. Det har sedan tillkomsten om- och tillbyggts flera gånger och representerar därmed flera arkitektoniska stilar, däribland romaniken, gotiken, barocken och renässansen.   

## Historik
Palatset uppfördes i slutet av 1200-talet på Forums norra sida, en plats som sedan romartiden använts för offentliga byggnader. Under det antika Rom stod här en triad av romerska tempel varav Augustus tempel är det enda kvarvarande av dessa. Det östra av dessa tempel, Dianas tempel som var tillägnat gudinnan Diana, användes från 800-talet som ett rudimentärt stadshus. 
I samband med stadens tillväxt uppstod behovet av ett nytt stadshus som kom att uppföras på platsen för det tidigare Dianatemplet. Det nya stadshuset uppfördes i gotisk stil, delvis med material från de tidigare templen. Där det var möjligt användes väggarna från de äldre byggnaderna. Således utgör det tidigare Dianatemplets norra sida Kommunala palatsets baksida.  
Under 1400-talet rekonstruerades palatset i renässansstil. Det renoverades åren 1696–1698 då även ett stadsur tillkom. Den senaste större restaureringen utfördes 1982–1988.

### Fotnoter
1. 1 2 3  Istrapedia.hr - Webbplats med Istriens län som utgivare (kroatiska)
2. ↑  Pulainfo.hr Arkiverad 4 januari 2015 hämtat från the Wayback Machine. - Pulas turistförening (engelska)